# گلوله (نشانه‌گذاری)

گلوله یا نقطه گلوله‌ای

گلوله یا نقطه گلوله‌ای (به انگلیسی: bullet) یک نشانه در تایپوگرافی است مثل:
- آیتم ۱
- آیتم ۲
- آیتم ۳

نماد گلوله را می‌توان با شکل‌های مختلفی مثل دایره، مربع یا فلش نشان داد. نرم‌افزارهای واژه‌پرداز رایج اشکال و رنگ‌های مختلفی برای این نماد ارائه می‌کنند.
فهرست‌هایی که با گلوله ایجاد می‌شوند، فهرست‌های گلوله‌ای نامیده می‌شوند.

## کاربرد
از نقطه‌های توپی بیشتر در کارهای تخصصی مثل ارائه مطلب و کارهای مرجع استفاده می‌شود.